# Torcuato Di Tella
Torcuato Di Tella est né à Capracotta, dans la province d'Isernia, dans la région Molise, au centre-sud de l'Italie, au printemps 1892. Ses parents ont émigré, alors qu'il n'avait que treize ans, en Argentine où il est décédé en 1948. Son oncle, Giuseppe Tommaso Di Tella, baron de Sessano, lui a légué ce titre de noblesse à l'époque de la monarchie. Depuis l'instauration de la république, en 1946, les titres de noblesse ont été abolis. Il fut un puissant industriel et philanthrope argentin qui avait conservé la nationalité italienne.

## Biographie
Torquato Di Tella est né en Italie, à Capracotta, au printemps 1892. Ses parents ont émigré en Argentine en 1905, alors qu'il n'avait que treize ans et il a été enregistré, par les autorités de Buenos Aires, sous le nom de Torcuato Di Tella.
Peu après son arrivée dans le pays, en 1911, une grève massive des ouvriers boulangers l'incite à fabriquer une machine industrielle à pétrir le pain, qui sera achetée par quasiment toutes les grandes panaderías de la ville, pour se prémunir en cas de futures grèves mais aussi pour économiser de la main-d'œuvre.
Ce premier succès l'a amené à créer la Sección Industrial Amasadoras Mecánicas (Association industrielle des mélangeurs mécaniques) ou simplement SIAM.
Ayant conservé la nationalité italienne, Di Tella a été appelé sous les drapeaux italiens et s'est enrôlé dans l'armée italienne pendant la Première Guerre mondiale en tant qu'officier du génie. De retour en Argentine à la fin des hostilités, il s'inscrit à l'Université de Buenos Aires et, en 1921, obtient un diplôme d'ingénieur en sciences exactes, physiques et naturelles".
Fabricant des machines à pain et de pâtes les plus vendues du pays dans les années 1920, Di Tella se lie d'amitié avec Enrique Mosconi, directeur de la nouvelle compagnie pétrolière d'État YPF, qui l'aide lors de la négociation d'un contrat de fournitures de pompes d'extraction de pétrole, de tuyaux de pipelines produits par sa société, la SIAT (Sociedad Industrial Argentina de Tubos), sous licence de la société italienne Innocenti SpA et de distributeurs de carburant, faisant de SIAM l'un des principaux fabricants argentins.
En 1930, un coup d'État militaire entraîne la résiliation du contrat amis Di Tella avait déjà converti son entreprise, établie dans la banlieue sud de Buenos Aires, à Avellaneda, pour la fabrication de machines industrielles et d'appareils électroménagers, en particulier des réfrigérateurs, devenant, avec un effectif de 10.000 salariés, le plus important fabricant d'appareils électroménagers d'Amérique Latine.
Torcuato Di Tella a épousé une compatriote italo-argentine, Maria Robiola, avec qui il a eu deux fils : Torcuato et Guido. Viscéralement antifasciste, il a aidé financièrement les victimes du fascisme en Italie, soutenant les partis d'opposition en exil et représentant la composante antifasciste argentine lors de nombreuses conférences. En Amérique du Sud, le mouvement antifasciste de Torcuato Di Tella, Sigfrido Ciccotti et les frères Mario, Tito et Curio Chiaraviglio, neveux de l'ancien Président du Conseil (premier ministre) italien Giovanni Giolitti, ont exprimé des positions dans la lignée de la North American Mazzini Society, en faveur de la création d'un comité national italien et d'une légion de volontaires italiens contre le nazi-fascisme, en analogie avec la France libre gaulliste. Il a contribué à rassembler l'opposition au dictateur italien Benito Mussolini et a représenté l'Argentine dans de nombreuses conférences de l'OIT.
À partir de 1944, Di Tella enseigne l'économie et le commerce et, bien qu'il n'ait jamais occupé de poste à responsabilité dans la fonction publique, il a rédigé de nombreuses propositions sur la sécurité du travail et sur la réforme de la législation du travail. Il disparaît en 1948, à 56 ans et, conformément à sa volonté, ses deux fils, tous deux ingénieurs, prennent le contrôle de SIAM qu'ils renomment SIAM Di Tella en sa mémoire.
L'entreprise poursuit sa croissance, bien qu'irrégulière, et, dans les années 1960, gagne en notoriété, tant pour la production d'automobiles Siam Di Tella 1500 (54.500 voitures fabriquées entre 1959 et 1966) que pour celle de réfrigérateurs (500.000 unités produites).
En 1958, la famille crée l'Instituto Torcuato Di Tella, un centre de recherche culturelle sans but lucratif pour la promotion des artistes locaux qui, dans les années 1960, est devenu le principal mécène argentin pour l'art d'avant-garde.
En 1981, la politique du gouvernement a évolué vers le marché libre et le libre échange. L'entreprise glissa vers la faillite en raison de la concurrence des entreprises étrangères et des vicissitudes désastreuses de l'économie argentine ; ses derniers vestiges ont été liquidés en 1994.
En 1991, ses fils Torcuato et Guido Di Tella ont fondé l'Université Torcuato Di Tella. La même année, Guido est devenu ministre des Affaires étrangères argentin, restant en fonction jusqu'en 1999. Torcuato Di Tella a également été ministre du Patrimoine culturel (2003-2004) et, depuis septembre 2010, il est ambassadeur d'Argentine en Italie.